# Otto Friedrich Butendach

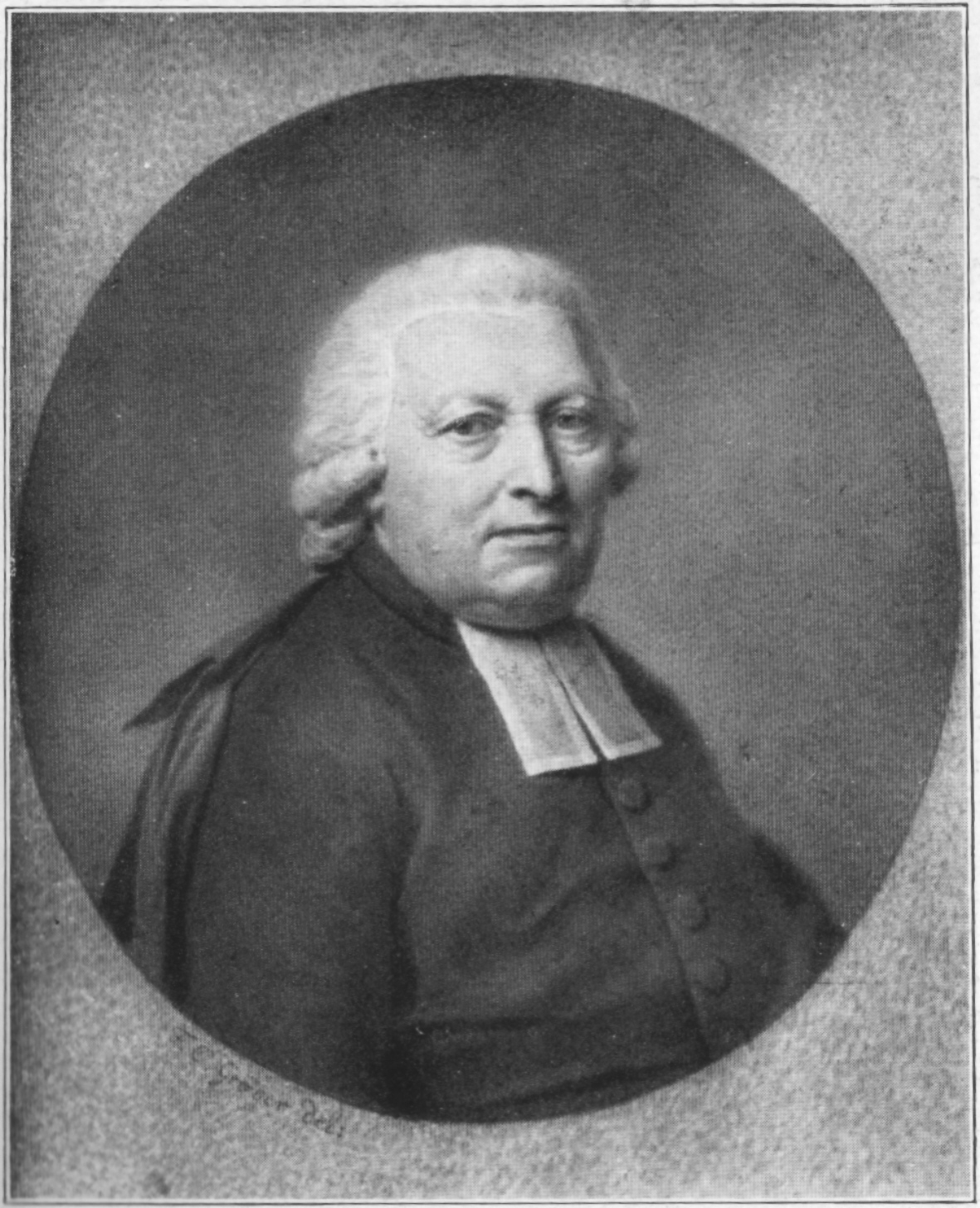
Bildnis von Friedrich Carl Gröger

Otto Friedrich Butendach (* 7. November 1730 in Königsberg in der Neumark; † 14. Januar 1798 in Lübeck) war ein deutscher evangelisch-reformierter Theologe.

## Biographie
Butendach wurde als Sohn des Salzinspektors Friedrich Wilhelm Butendach geboren und besuchte die Schule seines Geburtsortes sowie ab 1745 das Joachimsthaler Gymnasium in Berlin. Anschließend studierte er ab 1750 Theologie an der Brandenburgischen Universität Frankfurt in Frankfurt an der Oder. Er hörte unter anderem bei Alexander Gottlieb Baumgarten, Paul Ernst Jablonsky und Johann Gottlieb Töllner und bestand 1755 die Predigerprüfung in Berlin vor dem Reformierten Direktorium. Zunächst kehrte an seine Schule zurück und blieb bis 1762 als Inspektor am Joachimsthaler Gymnasium. Von dort wurde er 1762 zum Prediger der Reformierten Gemeinde in Lübeck gewählt. Diese Stelle hatte er bis zu seinem Tode inne. Seine Bedeutung für die Geschichte der Reformierten Kirche lag in der traditionell lutherischen Hansestadt darin, dass es Butendach als Lebensleistung gelang, die Reformierten in das geistige Leben der Stadt so zu integrieren, dass seinem noch populäreren Nachfolger Johannes Geibel anschließend der Weg aus der traditionell bestehenden Verfolgungssituation heraus gelang. Butendach gehörte zu den 25 Gründungsmitgliedern der Gesellschaft zur Beförderung gemeinnütziger Tätigkeit.

## Die Butendach-Bibliothek
Als bibliophiler Sammler begründete Butendach eine für Norddeutschland seiner Zeit herausragende Privatbibliothek von etwa 6000 Bänden, die er bei seinem Tode der Reformierten Gemeinde in Lübeck vermachte. Etwa ein Drittel der Bestände dieser Bibliothek teilte im Zweiten Weltkrieg das Schicksal wertvoller Bestände der Lübecker Stadtbibliothek. Diese Bestände wurden in Bergwerksstollen in Mitteldeutschland eingelagert und gelangten nach dem Krieg als Beutekunst in die Sowjetunion. Bisher sind nur aus einigen ehemaligen Teilrepubliken Rückgaben erfolgt, so etwas über 500 Bände aus Georgien. Die dezimierte, aber immer noch herausragende Bibliothek wird noch heute von der Gemeinde verwahrt.
In mehrjähriger Arbeit wurde der Bestand der Bibliothek bis zum Frühjahr 2025 digital erfasst; gleichzeitig erhielten ihre Regale eine Sicherheits-Verglasung und abschließbare Glastüren. Öffentlich zugänglich ist der digitale Katalog nicht.

### Katalog
- Katalog der Butendach-Bibliothek der Ev[angelisch]-Reformierten Gemeinde Lübeck. Erstellt von Barbara Tiemann und Annelen Ottermann unter Mitwirkung anderer. Mit einer Einführung von Annelen Ottermann. 4 Bände, Hamburg: Joachim-Jungius-Gesellschaft der Wissenschaften 1984